# دریک بری
دریک بری (به انگلیسی: Derrick Barry) (زاده ۱۸ ژوئیهٔ ۱۹۸۳) زن‌پوش آمریکایی است.